# Adrian Ionel
Adrian Ionel (n. 11 februarie 1936) este un deputat român în legislatura 2000-2004, ales în județul Iași pe listele partidului PSD. Adrian Ionel a fost membru în grupurile parlamentare de prietenie cu Republica Elenă și Republica Bulgaria. Adrian Ionel este profesor universitar la Facultatea de Agricultură, Institutul agronomic Iași. 